# Mišić sfinkter zjenice
Mišić sfinkter zjenice (lat. musculus sphincter pupillae) glatki je parni mišić glave, koji se nalazi u sklopu šarenice oka. Širok je samo 1 mm i nalazi se neposredno oko zjeničnog ruba.
Inerviran je parasimpatičkim vlaknima okulomotornog živca, koja u njega dolaze iz cilijarnog ganglija.
Njegovim djelovanjem nastaje sužavanje zjenice (mioza), što se događa pri jakoj svjetlosti jer na taj način mišić ograničava količinu svjetlosti koja ulazi u oko i pada na mrežnicu. 
Njegov antagonist je mišić dilatator zjenice koji se također nalazi u sklopu šarenice.